# Marigny-l'Église
Marigny-l'Église és un municipi francès, situat al departament del Nièvre i a la regió de Borgonya - Franc Comtat. L'any 2007 tenia 346 habitants.

## Demografia

### Població
El 2007 la població de fet de Marigny-l'Église era de 346 persones. Hi havia 166 famílies, de les quals 66 eren unipersonals (33 homes vivint sols i 33 dones vivint soles), 58 parelles sense fills, 38 parelles amb fills i 4 famílies monoparentals amb fills.
La població ha evolucionat segons el següent gràfic:
Habitants censats

### Habitatges
El 2007 hi havia 404 habitatges, 170 eren l'habitatge principal de la família, 229 eren segones residències i 5 estaven desocupats. 393 eren cases i 2 eren apartaments. Dels 170 habitatges principals, 151 estaven ocupats pels seus propietaris, 14 estaven llogats i ocupats pels llogaters i 5 estaven cedits a títol gratuït; 2 tenien una cambra, 17 en tenien dues, 41 en tenien tres, 50 en tenien quatre i 61 en tenien cinc o més. 120 habitatges disposaven pel capbaix d'una plaça de pàrquing. A 76 habitatges hi havia un automòbil i a 67 n'hi havia dos o més.

### Piràmide de població
La piràmide de població per edats i sexe el 2009 era:
| Homes | Edats   | Dones |
| ----- | ------- | ----- |
| 0     | 95 o +  | 0     |
| 0     | 90 a 94 | 0     |
| 0     | 85 a 89 | 4     |
| 0     | 80 a 84 | 0     |
| 4     | 75 a 79 | 0     |
| 0     | 70 a 74 | 12    |
| 8     | 65 a 69 | 12    |
| 8     | 60 a 64 | 0     |
| 0     | 55 a 59 | 12    |
| 8     | 50 a 54 | 0     |
| 8     | 45 a 49 | 16    |
| 4     | 40 a 44 | 0     |
| 8     | 35 a 39 | 0     |
| 4     | 30 a 34 | 8     |
| 4     | 25 a 29 | 4     |
| 4     | 20 a 24 | 0     |
| 12    | 15 a 19 | 0     |
| 4     | 10 a 14 | 4     |
| 0     | 5 a 9   | 0     |
| 0     | 0 a 4   | 0     |

## Economia
El 2007 la població en edat de treballar era de 190 persones, 117 eren actives i 73 eren inactives. De les 117 persones actives 104 estaven ocupades (55 homes i 49 dones) i 12 estaven aturades (8 homes i 4 dones). De les 73 persones inactives 39 estaven jubilades, 11 estaven estudiant i 23 estaven classificades com a «altres inactius».

### Ingressos
El 2009 a Marigny-l'Église hi havia 164 unitats fiscals que integraven 335 persones, la mediana anual d'ingressos fiscals per persona era de 14.525 €.

### Activitats econòmiques
Dels 15 establiments que hi havia el 2007, 1 era d'una empresa de fabricació d'altres productes industrials, 5 d'empreses de construcció, 1 d'una empresa de transport, 2 d'empreses d'hostatgeria i restauració, 1 d'una empresa immobiliària, 3 d'empreses de serveis, 1 d'una entitat de l'administració pública i 1 d'una empresa classificada com a «altres activitats de serveis».
Dels 7 establiments de servei als particulars que hi havia el 2009, 1 era una oficina de correu, 1 fusteria, 1 lampisteria, 2 electricistes i 2 restaurants.
L'any 2000 a Marigny-l'Église hi havia 28 explotacions agrícoles que ocupaven un total de 1.500 hectàrees.

## Equipaments sanitaris i escolars
El 2009 hi havia una escola elemental.

## Poblacions més properes
El següent diagrama mostra les poblacions més properes.